# Democracia Cristiana Bielorrusa
La Democracia Cristiana Bielorrusa (en bielorruso: Беларуская хрысьціянская дэмакратыя, BCD) es un partido político democristiano en Bielorrusia, establecido en 2005, que pretende ser la continuación de un movimiento de corta duración con el mismo nombre, que existió a principios del siglo XX.

## Historia

### Primera etapa
El movimiento democristiano bielorruso fue creado a principios del siglo XX principalmente por estudiantes de teología y seminaristas. El círculo democristiano de Vilna publicaba el semanario Biełarus.
En 1917, los activistas políticos bielorrusos en San Petersburgo crearon la primera organización política democristiana bielorrusa: la Unión Demócrata Cristiana de Bielorrusia (en bielorruso: Беларуская хрысьціянска-дэмакратычная злучнасьць). Entre los fundadores de la BCDU se encontraban los sacerdotes Adam Stankievič y Vincent Hadleŭski.
Los demócratas cristianos participaron en el Primer Congreso Panbielorruso en diciembre de 1917 y tomaron parte activa en la preparación para el establecimiento de la República Popular Bielorrusa en 1918.
El 6 de noviembre de 1927, sobre la base de la BCDU, se creó un nuevo partido político en Wilno con el nombre de Democracia Cristiana Bielorrusa. Desde entonces, el partido estuvo activo en la Bielorrusia occidental. Mientras que la mayoría de los otros partidos políticos de la Bielorrusia occidental eran de izquierda o incluso prosoviéticos, la BCD pertenecía a la centroderecha.
Después de la unificación de la Bielorrusia Occidental con la República Socialista Soviética de Bielorrusia, muchos líderes y miembros de la BCD fueron víctimas de la represión soviética o fueron asesinados por los nazis durante la posterior ocupación de Bielorrusia por la Alemania nazi. Prácticamente, el partido cesó todas sus actividades en 1939. Durante la época soviética, la información sobre la BCD, así como todas las demás organizaciones políticas no comunistas, se mantuvo en secreto, y solo los historiadores aprobados por el estado tenían acceso a los archivos relevantes.

### Refundación en la Bielorrusia moderna
El primer intento de restablecer la BCD tuvo lugar en 1991. Se prepararon todos los documentos pertinentes para el restablecimiento, pero el movimiento no fue registrado en ese momento.
En 2005, un grupo de activistas creó un grupo de iniciativa para revivir al partido democristiano y desde entonces están activos bajo su marca.
El BCD moderno ve la promoción de los valores cristianos y el patriotismo bielorruso en el país como su objetivo principal. El partido se opone al presidente Aleksandr Lukashenko.
La BCD tiene contactos activos con grupos religiosos. A diferencia de su predecesor predominantemente católico a principios del siglo XX, la actual BCD se posiciona como un partido que une también a cristianos ortodoxos y protestantes.
En 2007, el Ministerio de Justicia de Bielorrusa se negó a registrar el partido político. No obstante, con posterioridad pudo registrarse y nominó a su candidato Vital Rymašeŭski en las elecciones presidenciales bielorrusas de 2010. Rymašeŭski obtuvo un 1,1% de los votos.
El partido es actualmente liderado por Paval Sieviaryniec. Es miembro observador del Partido Popular Europeo y la Internacional Demócrata de Centro.
El partido dispone de una organización juvenil, óvenes Demócrata Cristianos (YCD), fundada en 2009 y liderada por Nadzieja Hacak.

## Ideología
La dirección del partido esbozó la orientación religiosa y geopolítica del mismo. El colíder Vital Rymašeŭski declaró, "creemos que las leyes de la República de Bielorrusia no deben ser contrarias a la ley bíblica, y viceversa". En cuanto a la orientación geopolítica, el colíder Pavał Sieviaryniec declaró que el partido no buscaba proeuropeos, sino cristianos que deseaban un renacimiento moral. "En Europa occidental, hay un conjunto de tradiciones casi sin tener en cuenta la Biblia y el cristianismo. No son los creyentes [cristianos] quienes constituyen la mayor parte de la gente que vota por los demócratas cristianos. Pero Europa del Este ha visto recientemente un fuerte Renacimiento cristiano, y que los principios bíblicos son la base de la política demócrata cristiana".
El partido está a favor de privar al idioma ruso del estatus de segunda lengua estatal de Bielorrusia. 
El partido también ha hecho comentarios sobre temas de género y cuestiones LGBT. El 4 de junio de 2016, el líder del partido Pavał Sieviaryniec concedió una entrevista a Radio Free Europe en la que afirmó que "la homosexualidad como norma social destruirá a la nación bielorrusa, la idea misma de género es tan peligrosa como la propaganda racista o provocar una guerra de clases" y que "los bielorrusos gays deshonran la memoria de los muertos luchando contra la URSS y la Alemania nazi".